# 鹤洲南站
鹤洲南站是珠機城際鐵路预留的高架車站，位於广东省珠海市三灶镇鹤洲南围垦区。
鹤洲南站为高架侧式站台车站，规模为2台4线。因车站所在的鹤洲南围垦区尚未得到有效开发，故本站仅建设了站台雨棚，预留未来新建车站的条件。2022年11月，车站主体预留工程完工。